# Universidad Nacional de Río Cuarto
Die Universidad Nacional de Río Cuarto (UNRC) ist eine 1971 gegründete, öffentliche argentinische Universität mit Sitz in Río Cuarto.

## Organisation
Die Hochschule wurde am 1. Mai 1971 durch ein staatliches Dekret gegründet. Der 165 ha große Universitätscampus befindet sich östlich der Stadt, 6 km außerhalb des Stadtzentrums von Rio Cuarto, Provinz Córdoba und wird von der Nationalstraße 36 tangiert.
Über 20.000 Studenten studieren in Bachelor-, Master- und PhD-Studienprogrammen an fünf Fakultäten. In Wirtschaftswissenschaften werden zahlreiche postgraduale Weiterbildungsmöglichkeiten angeboten; zudem ist ein Fernstudium möglich.
Die Universität ist Partneruniversität der Universität Koblenz-Landau (seit 1995), der Technischen Universität Hamburg-Harburg, der Universität Flensburg und der Universität Bremen.

## Fakultäten
- Agrarwissenschaften und Veterinärmedizin
  - Departemente: Agrarökonomie, Gemüsebau, Gesundheitswesen, Ökologische Landwirtschaft, Tierhaltung, Tierproduktion, Zuchtwesen, Tierpathologie
- Wirtschaftswissenschaften
  - Departemente: Volkswirtschaft, Betriebswirtschaft, Verwaltungswissenschaft
- Exakte Wissenschaft und Physikalische Chemie
  - Departemente: Naturwissenschaft, Informatik, Molekularbiologie, Physik, Geowissenschaften, Mathematik, Mikrobiologie und Immunologie, Chemie
- Humanwissenschaft
  - Departemente: Kommunikationswissenschaft, Lehramtsstudium, Pädagogik, Pflegewissenschaft, Philosophie, Politikwissenschaft, Rechtswissenschaft, Sprachwissenschaft
- Ingenieurwissenschaften
  - Departemente: Chemieingenieurwesen, Elektrotechnik, Maschinenbau, Nachrichtentechnik